# Fritz von Pappritz
Max Friedrich Pappritz, seit 1880 von Pappritz, (* 22. Dezember 1832 in Radach; † 26. Mai 1924 in Berlin) war ein preußischer Generalleutnant.

## Leben

### Herkunft
Er war der Sohn des preußischen Premierleutnants a. D. und Ritterschaftsrates Friedrich Pappritz (1787–1874), Gutsherr auf Herrenhaus Radach samt Besitz, und dessen Ehefrau Emilie, geborene Alsleben (1787–1885).

### Militärkarriere
Nach dem Besuch des Gymnasiums trat Pappritz am 5. Januar 1850 als Avantageur in das Kaiser Alexander Grenadier-Regiment der Preußischen Armee ein. Unter gleichzeitiger Beförderung zum Sekondeleutnant wurde er am 11. März 1852 in das 29. Infanterie-Regiment versetzt. Für vier Jahre kommandierte man Pappritz ab dem 1. Dezember 1854 als Adjutant des II. Bataillons im 29. Landwehr-Regiment in Andernach. Er kam dann am 20. Januar 1859 in das 12. Infanterie-Regiment und wurde dort Ende Mai 1859 Premierleutnant. Als solcher folgte am 1. Juli 1860 Pappritz Versetzung in das 12. kombinierte Infanterie-Regiment, aus dem kurz darauf das 6. Brandenburgische Infanterie-Regiment (Nr. 52) entstand. Er avancierte hier im Mai 1865 zum Hauptmann und Kompaniechef. Während des Krieges gegen Dänemark verblieb Pappritz 1864 als Kompanieführer beim Ersatz-Bataillon in der Heimat. 1866 nahm er dann aktiv am Krieg gegen Österreich teil. Pappritz kämpfte mit seiner 8. Kompanie bei Nachod, Skalitz, Schweinschädel und bei Königgrätz. Seine Leistungen wurden dabei durch die Verleihung des Roten Adlerordens IV. Klasse mit Schwertern anerkannt.
1870/71 kommandierte Pappritz während des Krieges gegen Frankreich die 4. Kompanie des Regiments zunächst bei Spichern. In der Schlacht bei Mars-la-Tour erlitt er mehrere Verwundungen und musste daraufhin sein Kommando abgeben. Nach seiner Wiederherstellung nahm Pappritz noch an den Schlachten bei Beaune-la-Rolande, Orléans sowie Le Mans teil und wurde mit beiden Klassen des Eisernen Kreuzes ausgezeichnet.

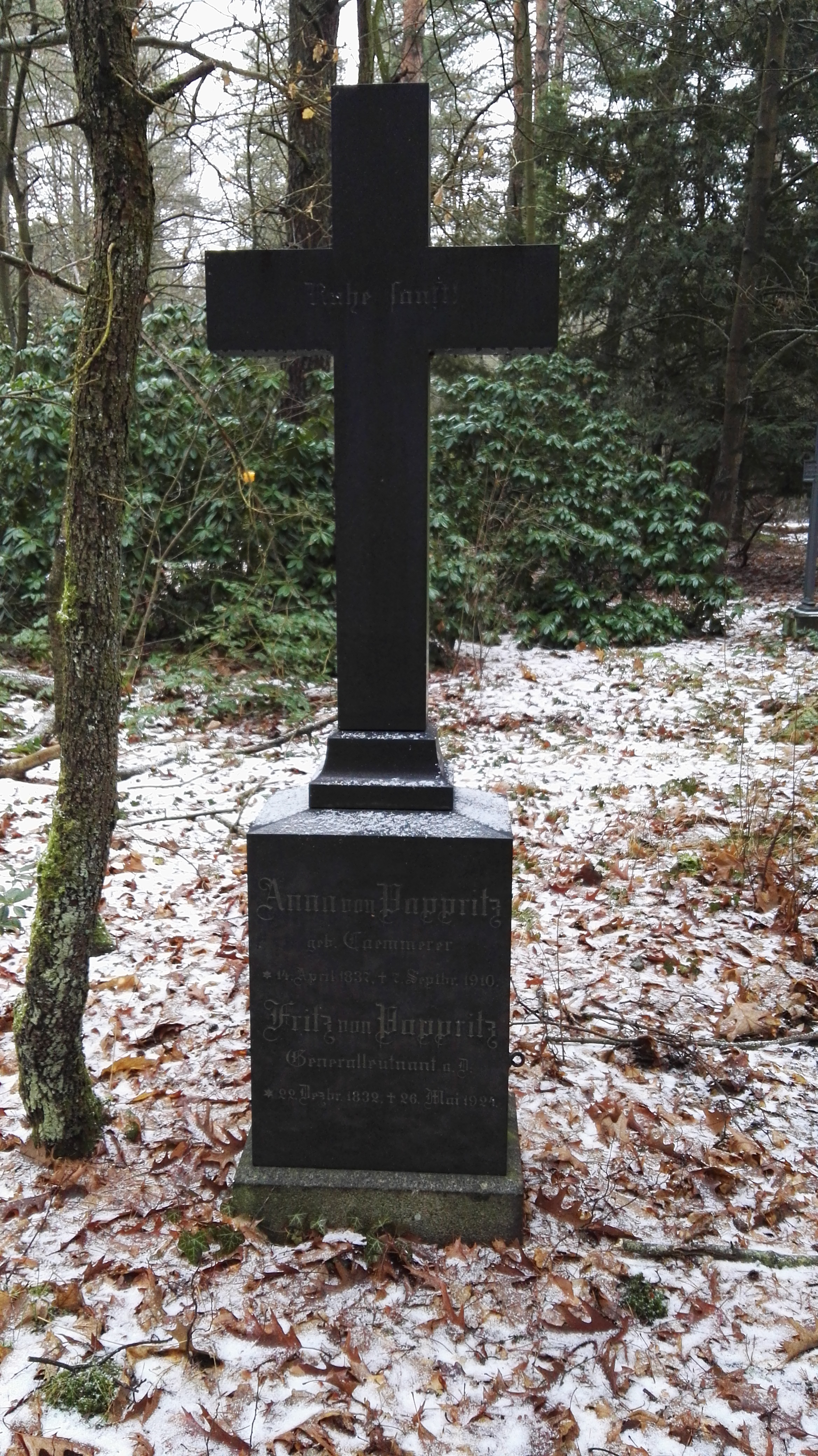
Grabstätte

Nach dem Krieg avancierte Pappritz Mitte Oktober 1871 zum Major, wurde am 5. November 1874 Kommandeur des Füsilier-Bataillons und in dieser Eigenschaft am 18. Oktober 1877 Oberstleutnant. Aufgrund seiner in Krieg und Frieden geleisteten guten Dienste wurde Pappritz am 18. September 1880 in den erblichen preußischen Adelsstand erhoben. Mit der Aufstellung des Infanterie-Regiments Nr. 98 beauftragte man ihn am 22. März 1881 unter Stellung à la suite mit der Führung des Verbandes in Brandenburg an der Havel. Am 11. Juni 1882 erfolgte seine Ernennung zum Regimentskommandeur sowie am 13. September 1882 die Beförderung zum Oberst. Das Regiment bezog am 1. April 1884 Metz als neue Garnison. Von dort wurde Pappritz am 23. Juni 1887 nach Rendsburg zur Vertretung des beurlaubten Kommandeurs der 36. Infanterie-Brigade kommandiert. Kurz darauf wurde er am 16. Juli 1887 mit der Führung der Brigade beauftragt und am 17. September 1887 unter Beförderung zum Generalmajor zum Kommandeur des Großverbandes ernannt. Daran schloss sich ab 22. März 1889 eine Verwendung als Inspekteur der 3. Landwehr-Inspektion im Bereich des III. Armee-Korps an. Unter Beförderung zum Generalleutnant wurde er am 24. März 1890 zu den Offizieren von der Armee versetzt und kurz darauf am 17. April 1890 in Genehmigung seines Abschiedsgesuches mit der gesetzlichen Pension zur Disposition gestellt. Nach seiner Verabschiedung erhielt Pappritz noch den Stern zum Roten Adlerorden II. Klasse mit Eichenlaub und Schwertern am Ringe.
Er ist auf dem Südwestkirchhof Stahnsdorf bestattet.